# Ace Records (Vereinigtes Königreich)
Ace Records Ltd. ist ein britisches Musiklabel, das 1978 als Sublabel von Chiswick Records gegründet wurde.
Anfangs erhielt das Unternehmen von dem gleichnamigen Label mit Sitz in Mississippi nur die Erlaubnis, den Namen in Großbritannien zu verwenden, erwarb aber schließlich auch die Rechte zur Veröffentlichung der amerikanischen Ace-Aufnahmen. Als die Pop-Sparte von Chiswick Records 1984 an EMI lizenziert wurde, verlegte sich Ace mehr auf Lizenzierungen und Wiederveröffentlichungen. In den 1980er Jahren erwarb es auch die Lizenzen für Modern Records und dessen Nachfolgefirma Kent Records; in den 1990er Jahren kaufte Ace diese Labels inklusive aller Original-Masterbänder.
Zu den von Ace Records veröffentlichten Musikern zählen B. B. King, Booker T. & the M.G.’s, Buddy Guy, Eddie Cochran, Fats Domino, Ike & Tina Turner, Isaac Hayes, Joan Baez, John Lee Hooker, Little Richard, Motörhead, The Staple Singers und viele weitere.
Zu den Sublabels von Ace Records gehören unter anderem Beat Goes Public (BGP), Big Beat, Kent Records, Kicking Mule und Westbound Records.